# Intenzitás (fizika)
A fizikában a sugárzott energia intenzitása vagy fluxusa az energia terjedésére merőleges, egységnyi területre bevitt teljesítmény. Az SI-rendszerbeli mértékegységei a watt per négyzetméter (W/m²), illetve fizikai alapegységekben: kg/s³. 
Az intenzitás mennyiséget leggyakrabban hullámokkal kapcsolatban használják, mint például akusztikus hullámok (hang) vagy elektromágneses hullámok, például fény- vagy rádióhullámok esetében. Hullámok intenzitásán a hullám egy periódusa alatt átvitt átlagos teljesítményt értjük. Az intenzitás egyéb olyan esetekben is értelmezhető, amikor energia adódik át. Például kiszámítható  egy kerti locsolóból kirepülő vízcseppek által hordozott kinetikus energia intenzitása.
Az itt használt „intenzitás” szó nem szinonimája az „erő”, „amplitúdó”, „magnitúdó” vagy „szint" (alapszinthez logaritmussal viszonyított érték, például a hangosság), mennyiségeknek, ahogyan ezt a köznyelvben néha használják.
Az intenzitás definiálható úgy, mint a tér egy adott pontjában mérhető energiasűrűség (térfogategységenkénti energia) és az energia terjedési sebességének (ami vektormennyiség) szorzata. Az eredményül kapott vektor, mértékegységét tekintve teljesítmény/terület, azaz a felületi teljesítménysűrűség. 
A hullám intenzitása arányos amplitúdójának négyzetével, így, például egy elektromágneses hullám intenzitása arányos a hullámbeli elektromos tér amplitúdójának négyzetével.

## Matematikai meghatározás
Ha egy pontforrás minden irányba azonos erősséggel sugároz energiát (gömbhullámot kelt), és ezt a környező közeg nem nyeli el és nem is szórja, akkor az intenzitás a távolság négyzetével arányosan csökken. Ez a fordított négyzetes törvény.
Az energiamegmaradás törvényét alkalmazva, ha állandó a kiáramló nettó teljesítmény esetén igaz, hogy
{\displaystyle P=\int \mathbf {I} \,\cdot d\mathbf {A} ,}
ahol
- P a teljes kisugárzott teljesítmény;
- I az intenzitásvektor az adott pontban, amelynek {\displaystyle |I|} a nagysága (hossza);
- dA a pontforrást tartalmazó térfogatot körbezáró felület, integrálásban használt felületeleme.

Ha homogén intenzitást integrálunk, akkor az{\displaystyle |I|} mindenütt állandó az intenzitásvektorra merőleges felületen. Például a P teljesítményt kisugárzó pontforrást körbevevő r sugarú gömb esetében:
{\displaystyle P=|I|\cdot A_{\mathrm {surf} }=|I|\cdot 4\pi r^{2},}
ahol
- {\displaystyle |I|} az intenzitás a gömb felszínén;
- r a gömb sugara;
- {\displaystyle A_{\mathrm {surf} }=4\pi r^{2}} az r sugarú gömb felszíne.

Ha ismert a pontforrás által kisugárzott P teljesítmény, az azt körülvevő gömb felszínén az állandó {\displaystyle |I|} intenzitásra ez adódik:{\displaystyle |I|={\frac {P}{A_{\mathrm {surf} }}}={\frac {P}{4\pi r^{2}}}.}Csillapító (veszteséges) közeg esetén az intenzitás ennél erősebben (gyorsabban) csökken a távolság függvényében.
Bármihez, ami energiát tud továbbítani, intenzitás társítható. Egy monokromatikus, elektromágneses hullám (például síkhullám vagy Gauss-nyaláb) esetén, ha E az elektromos tér komplex amplitúdója, akkor a nem-mágneses anyagban haladó hullám   energiasűrűségének időbeli átlagát a következő képlet adja meg:{\displaystyle \left\langle U\right\rangle ={\frac {n^{2}\varepsilon _{0}}{2}}|E|^{2},}A helyi (lokális) intenzitást úgy kapjuk meg, ha ezt a kifejezést megszorozzuk a közegbeli {\displaystyle {\tfrac {c}{n}}} hullámsebességgel, {\displaystyle I={\frac {\mathrm {c} n\varepsilon _{0}}{2}}|E|^{2},}ahol
- n a környezet törésmutatója;
- c a vákuumbeli fénysebesség;
- {\displaystyle \varepsilon _{0}}=8,854187817 * {\displaystyle 10^{-12}}(As/V), a vákuum dielektromos állandója.

A nem monokromatikus (más szóval, polikromatikus), vagyis többféle hullámhosszú hullámokból álló sugárzás esetében a különböző hullámhosszak által képviselt intenzitások összege adja a teljes intenzitást. A fentiek nem vonatkoznak minden elektromágneses mezőre. Például az evanszcens hullámnak hiába nem nulla az elektromos amplitúdója, mégsem szállít energiát, ezért 0 az intenzitása. 
Az intenzitást általánosságban Poynting-vektor nagyságaként definiáljuk. 
Az általában S-sel jelölt Poynting-vektor definíciója: {\displaystyle S=E\times H}
vagyis az E elektromos térerősség és a H mágneses térerősség vektoriális szorzata.

## Más definíciók
A fotometriában és radiometriában az intenzitás az egységnyi térszögre eső fény- vagy sugárzási teljesítmény. Ez félrevezető lehet az optikában, ahol az intenzitás jelentheti a sugárzási intenzitást, a fényintenzitást vagy az irradianciát. A csillagászok és asztrofizikusok a radianciát nevezik intenzitásnak.

## Fordítás
Ez a szócikk részben vagy egészben  az   Intensity (physics) című angol Wikipédia-szócikk ezen változatának fordításán alapul.  Az eredeti cikk szerkesztőit annak laptörténete sorolja fel. Ez a jelzés csupán a megfogalmazás eredetét és a szerzői jogokat jelzi, nem szolgál a cikkben szereplő információk forrásmegjelöléseként.